# Gisazio
Gisazio (Sash in dialetto lecchese locale) è una frazione del comune di Perledo che conta qualche decina di abitanti.
Il territorio della frazione è attraversato dal torrente Masna ed è prossimo alle frazioni Regoledo e Bologna.
La frazione di Gisazio dista un chilometro dal medesimo comune di Perledo.
Gisazio sorge a 545 metri sul livello del mare.

Nel centro abitato è presente un affresco che risalirebbe al 1499.

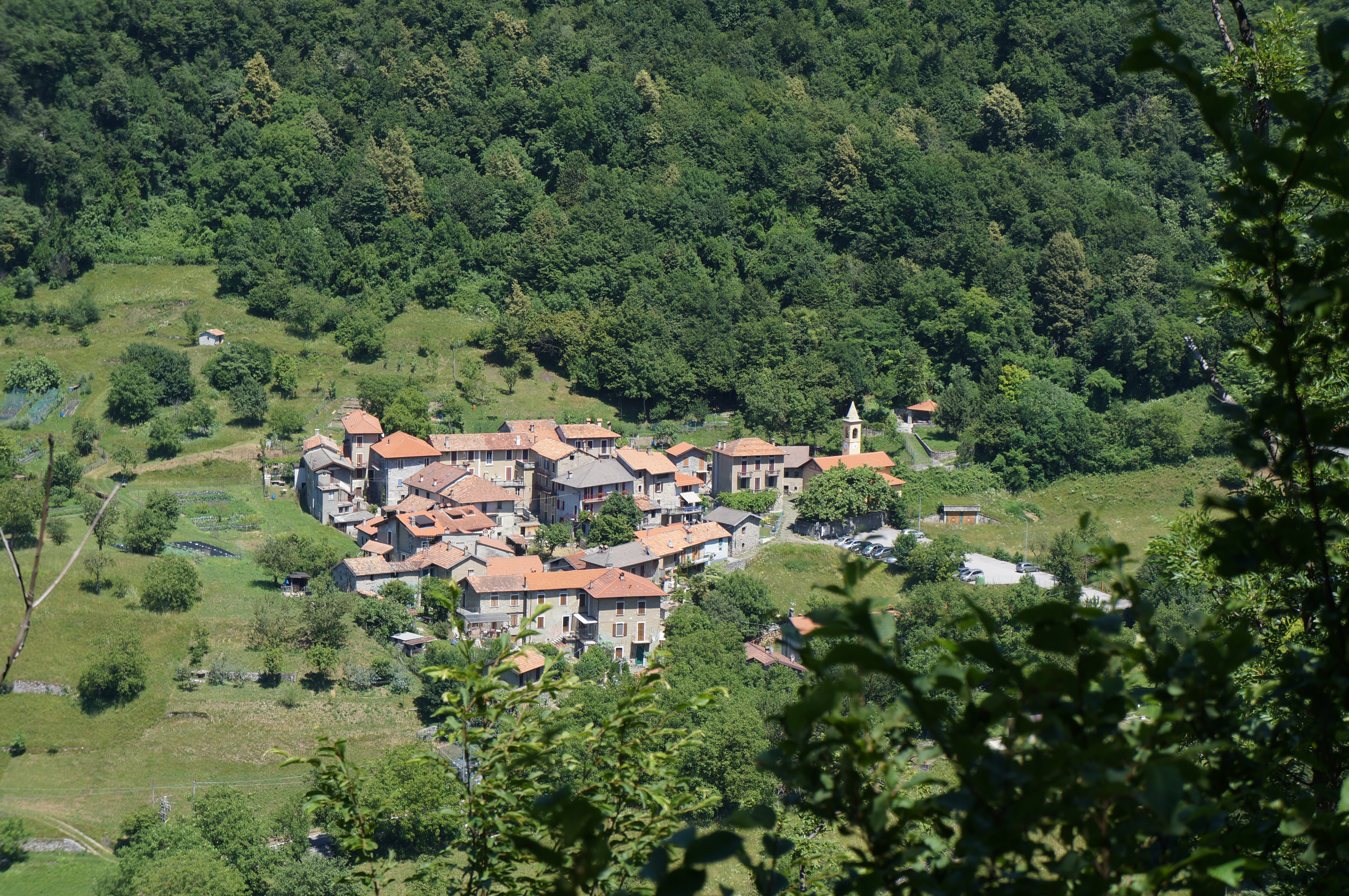
Abitato di Gisazio
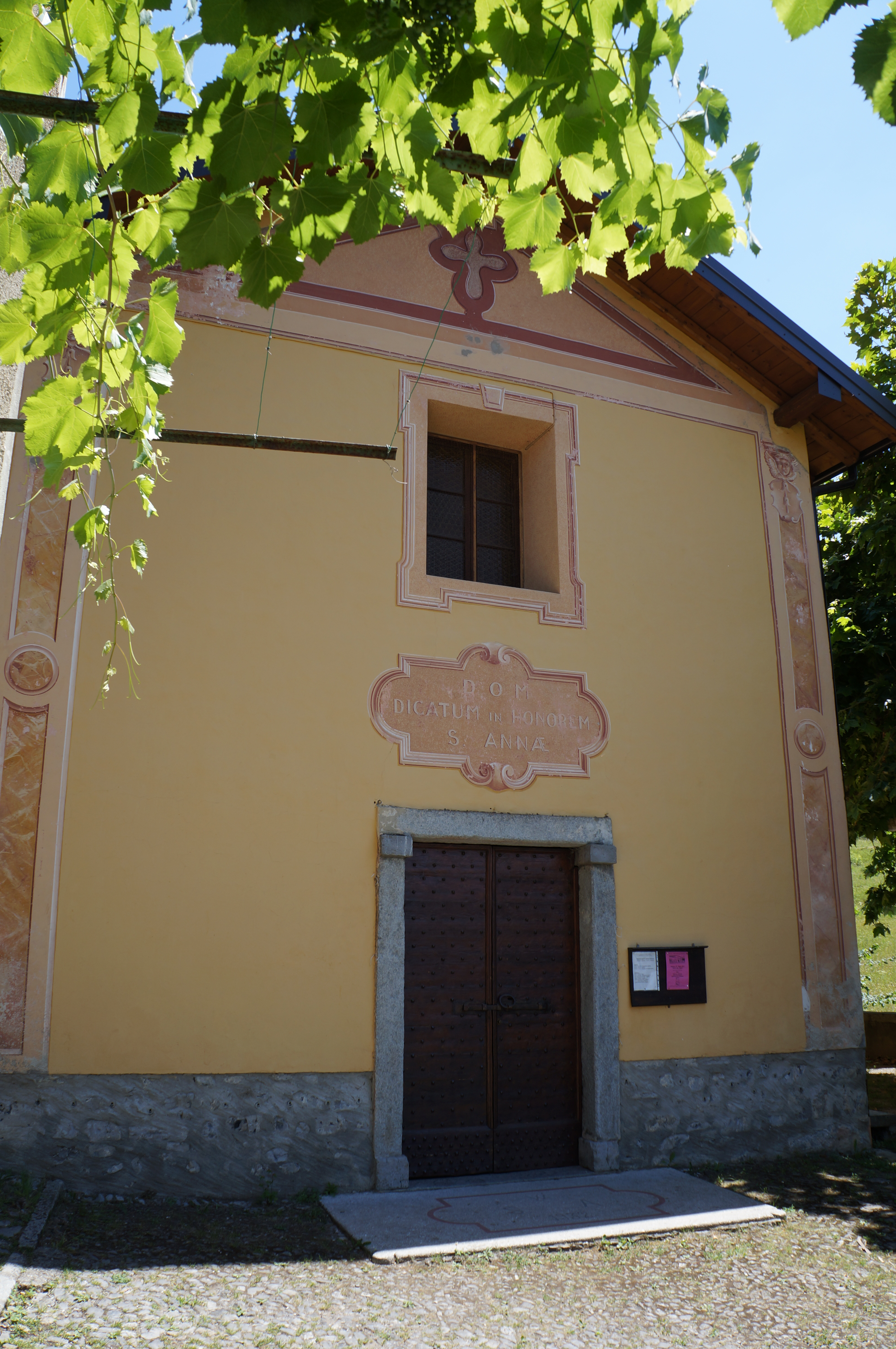
Chiesa titolata a S. Anna